# Antirrhea apoxyomenes
Antirrhea apoxyomenes är en fjärilsart som beskrevs av Hans Fruhstorfer 1912. Antirrhea apoxyomenes ingår i släktet Antirrhea och familjen praktfjärilar. Inga underarter finns listade i Catalogue of Life.